# Far from the Madding Crowd (2015)
Far from the Madding Crowd is een Brits-Amerikaanse film uit 2015 onder regie van Thomas Vinterberg, gebaseerd op het gelijknamige boek uit 1874 van Thomas Hardy. De film ging in première op 17 april op het Internationaal filmfestival van Istanboel.
De film is een remake van Far from the Madding Crowd van John Schlesinger (1967).

## Verhaal
In het victoriaans Engeland woont de mooie, onafhankelijke en eigenzinnige Bathseba Everdene (Carey Mulligan). Ze heeft drie aanbidders, Gabriel Oak (Matthias Schoenaerts), een schapenboer die in de ban is van haar onafhankelijkheid, Frank Troy, een knappe en roekeloze sergeant en William Boldwood, een welvarende en volwassen vrijgezel. Het verhaal vertelt over de passies en keuzes van Bathseba, haar relaties en liefde voor de drie verschillende mannen.

## Rolverdeling
| Acteur               | Personage             |
| -------------------- | --------------------- |
| Carey Mulligan       | Bathseba Everdene     |
| Matthias Schoenaerts | Gabriel Oak           |
| Michael Sheen        | William Boldwood      |
| Tom Sturridge        | Sergeant Francis Troy |
| Juno Temple          | Fanny Robin           |
| Bradley Hall         | Joseph Poorgrass      |
| Jessica Barden       | Liddy                 |